# Steyr AUG
Das Sturmgewehr 77 (Steyr AUG) ist ein Gasdrucklader mit starrer Verrieglung. Die Patronenzuführung erfolgt aus einem 30 Patronen fassenden Magazin.

## Geschichte
Mit der Entwicklung des Steyr AUG (Armee Universal Gewehr) wurde in den späten 1960er Jahren durch die Steyr Daimler Puch AG (heute Steyr Arms) begonnen. 1977 entschied das österreichische Bundesheer, das ursprüngliche Steyr AUG A1 als neues Sturmgewehr einzuführen, die Produktion startete jedoch erst 1978. Die Konstruktion ist, vor allem in Österreich, auch unter der internen Bezeichnung des österreichischen Bundesheeres StG 77 (Sturmgewehr 77) bekannt.
Das Steyr AUG Z ist die halbautomatische Zivilversion des AUG A2. Es wird mit einem neunschüssigen Magazin ausgeliefert und ist in manchen Staaten als Sportwaffe für die zivile Nutzung zugelassen. Für die zivile Variante wurden verschiedene Baugruppen geändert, um die Aufnahme von Teilen aus der militärischen Fertigungslinie sowie die Verwendung einer vollautomatischen Abzugsgruppe zu verhindern.
Mit dem AUG Z A3 erschien 2010 eine halbautomatische, zivile Produktlinie der A3-Variante, die neben dem Gasdrucklader im Kaliber .223 Remington auch einen Pistolenkarabiner mit einfachem Masseverschluss im Kaliber 9 × 19 mm umfasst. Die Varianten des AUG Z A3 sind in Deutschland nicht zur schießsportlichen Nutzung zugelassen.

## Technik

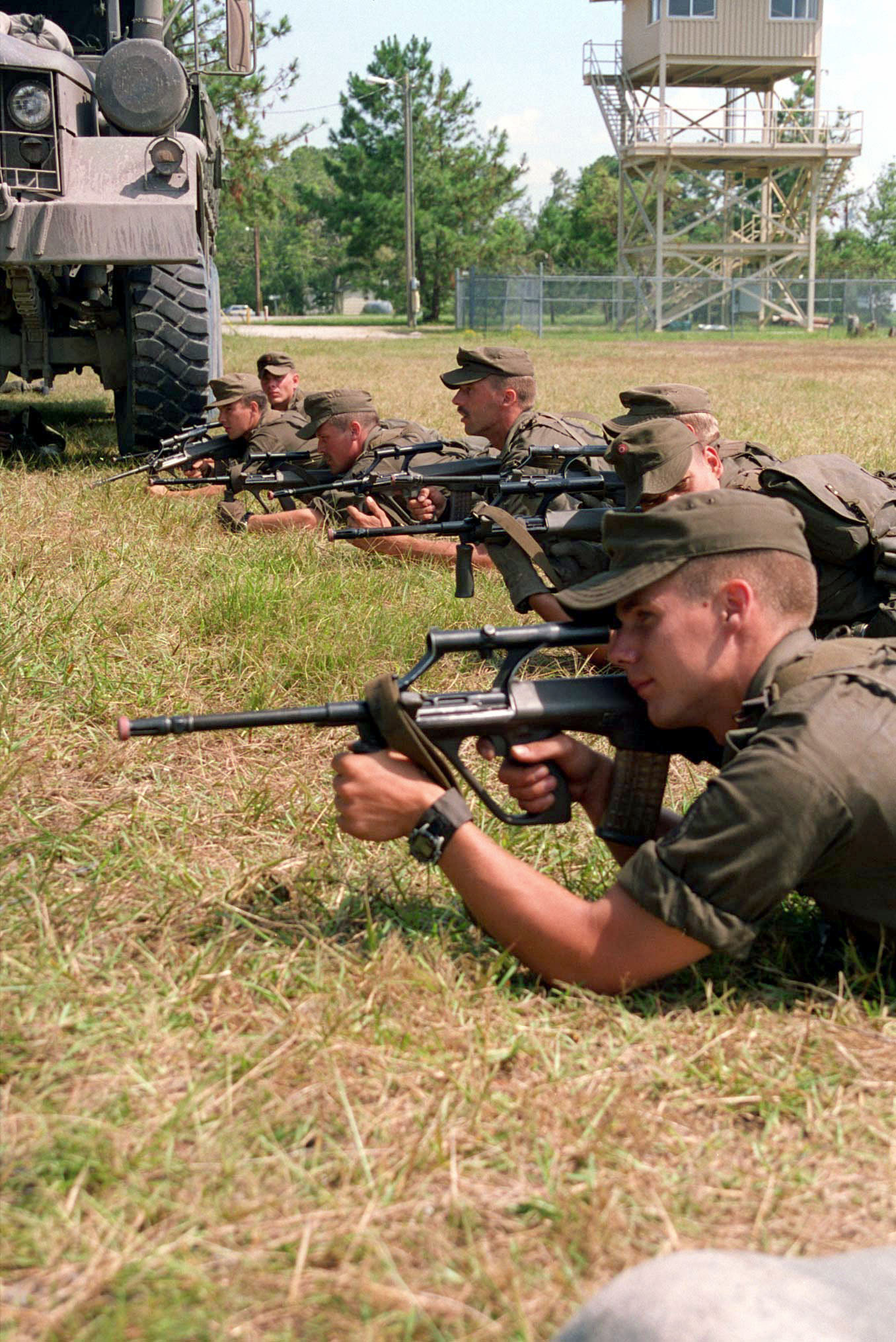
Ausbildungsbetrieb mit dem Steyr AUG beim Österreichischen Bundesheer mit aufgeschraubtem Knallpatronengerät

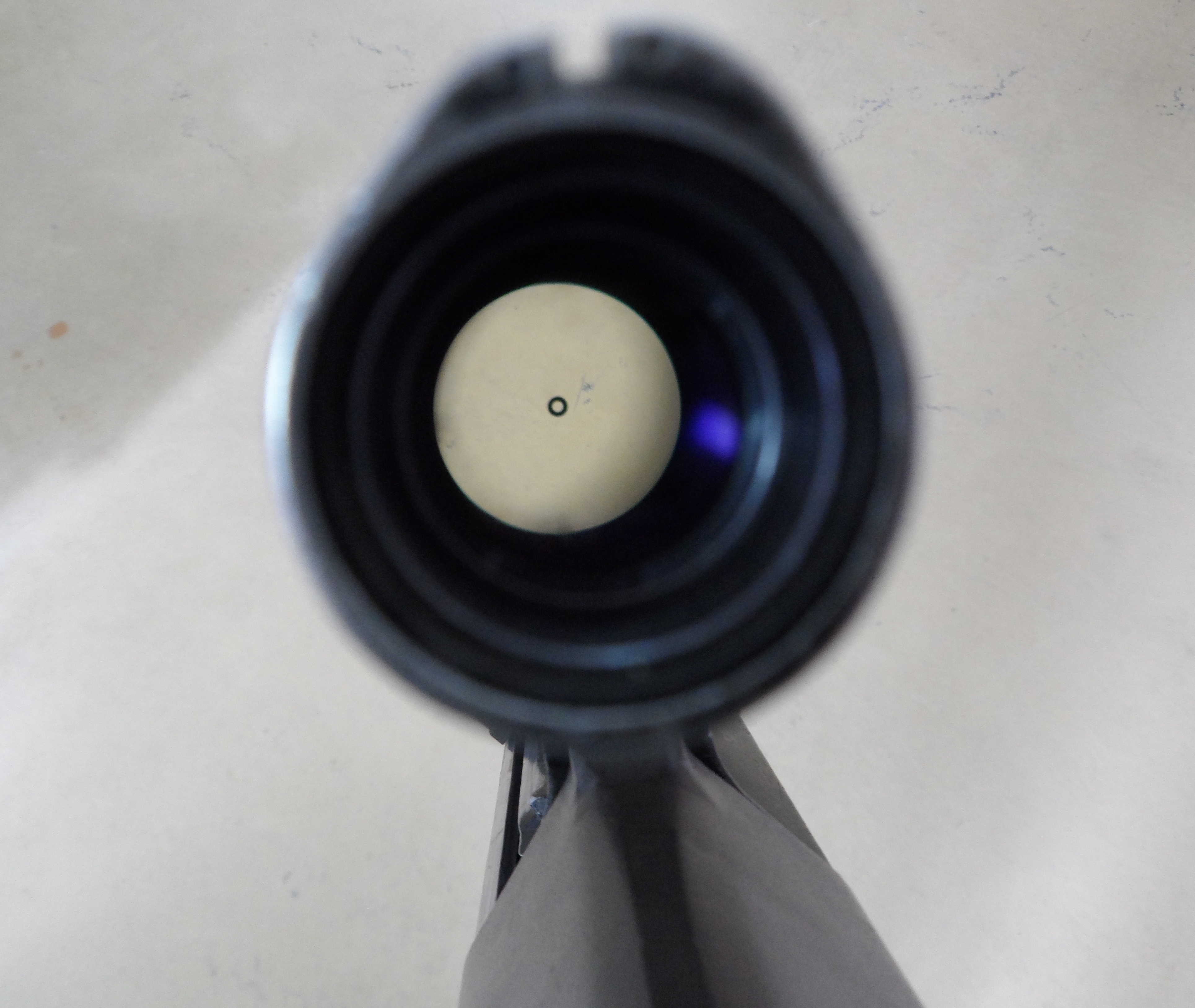
Sichtbares Kreisabsehen beim Blick durch das optische Visier

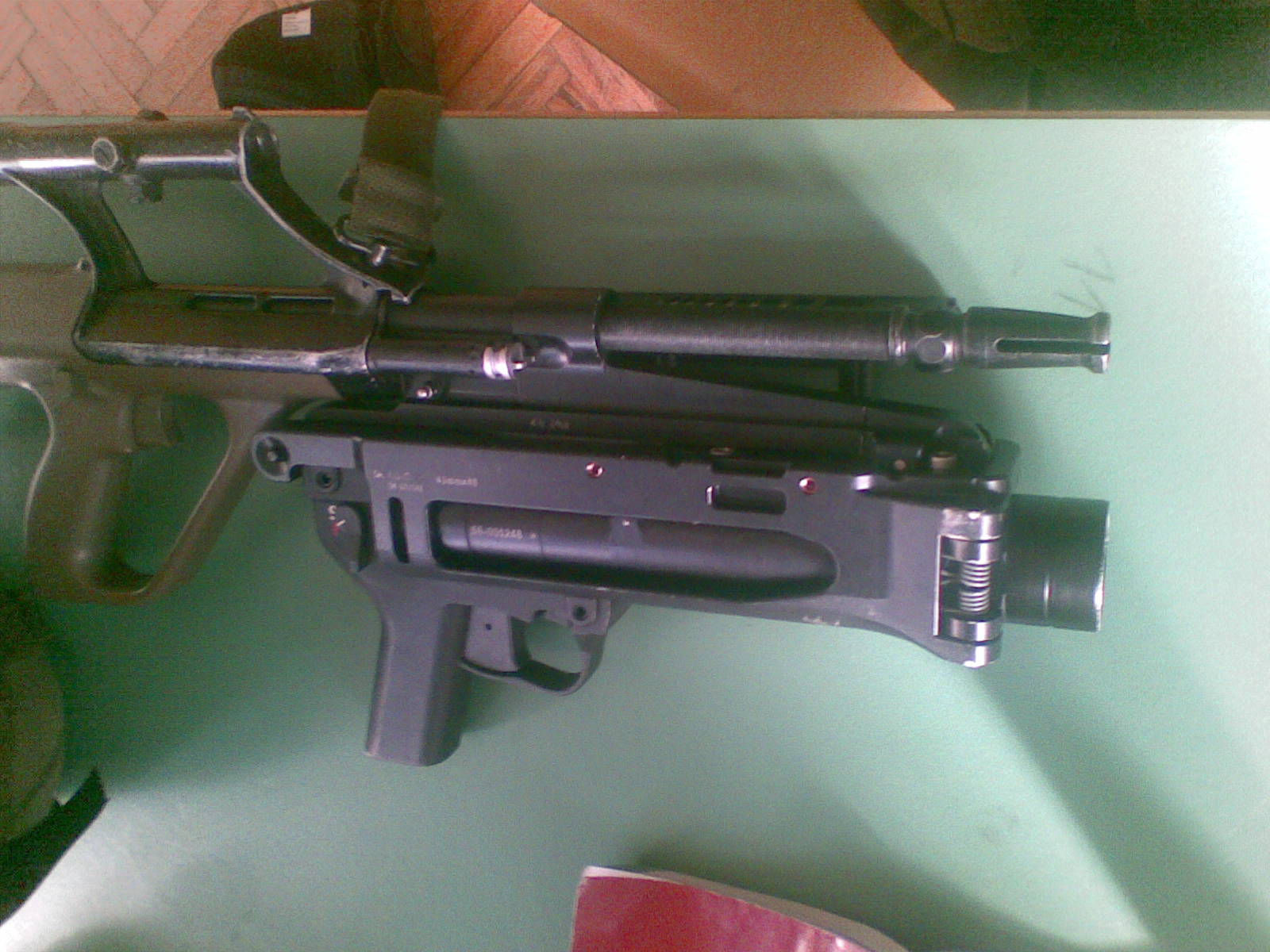
Steyr AUG A1 mit Gewehrgranatgerät AG-C von Heckler & Koch

Das Gewehr ist eine Bullpup-Konstruktion, meistens im Kaliber 5,56 × 45 mm NATO. Der Kolben besteht aus faserverstärktem Kunststoff (seine Abschlusskappe ist gummiert), der Lauf aus Stahl ist innen verchromt. Die Magazine für 30 und 42 Schuss sind durchsichtig, um eine Kontrolle des Magazininhalts zu ermöglichen. Das Magazin der 9-mm-Version fasst 25 Schuss.
Durch den Austausch von Verschluss und Kolben kann die Waffe auch zum Schießen mit der linken Hand umgerüstet werden. In der ursprünglichen Version hatte der Kolben auf beiden Seiten Auswurföffnungen, von denen eine durch eine Abdeckung verschlossen wurde; damit war nur ein Austausch des Verschlusses notwendig, um die Waffe auf linkshändiges Schießen umzurüsten, beim Kolben wurde hingegen nur die Abdeckung von der linken auf die rechte Seite gewechselt.
Es besitzt in der Grundausführung ein optisches Visier mit 1,5-facher Vergrößerung und eine mechanische Zieleinrichtung: Bei Beschädigung oder Verunreinigung des Visiers gibt es eine Notvisierung auf der Oberseite des Zielfernrohres. Das sogenannte Kreisabsehen im Visier ist ein schwarzer Kreis mit einem Innendurchmesser von 6 Strich und einem Außendurchmesser von 12 Strich. (Ein Strich deckt auf einen Kilometer eine Bogenlänge von etwa einem Meter ab, daher ist es möglich, ein 1,80 m großes Ziel bei einer Entfernung von 300 m (der Einsatzschussweite des Steyr AUG) genau innerhalb dieses Zielrings zu zentrieren, zusätzlich ist damit auch ein Abschätzen von Entfernungen möglich).
Die modulare Bauweise erlaubt es dem Benutzer, die Waffe mit einer Vielzahl von Visieren, Gewehrläufen und anderen Ausrüstungsteilen anzupassen, zusätzlich erlaubt diese Bauweise ein Auseinandernehmen und Zusammensetzen zur Reinigung oder Fehlerbehebung, ohne dass dafür Werkzeug oder andere Hilfsmittel nötig sind. Erprobungen durch das österreichische Bundesheer vor der Einführung zeigten, dass das Gewehr weitgehend unempfindlich gegenüber Verschmutzung durch Schlamm und Wasser ist und auch unter extremen Witterungsbedingungen sicher funktioniert.
Die Wahl der Feuerart (Einzel- oder Dauerfeuer bzw. Feuerstoß) erfolgt nicht über einen separaten Hebel, sondern durch einen Abzug mit zwei Druckpunkten: Die Betätigung des Abzugs mit der Mindestabzugskraft von 35 N (~3,5 kg) löst einen einzelnen Schuss aus und bewegt den Abzug zum nächsten Druckpunkt; an diesem zweiten Druckpunkt können durch eine Kraft von mehr als 75 N (~7,5 kg) schließlich Feuerstöße oder Dauerfeuer abgegeben werden.
Revolutionär war bei Einführung des Gewehrs das einfache Laufwechselsystem, durch das eine vergrößerte Bandbreite an Funktionen möglich wurde. Zum Beispiel kann ein Sturmgewehr in wenigen Sekunden zu einem leichten Maschinengewehr umfunktioniert werden, dafür ist nur der Austausch des Laufs gegen einen längeren (508 mm) mit montiertem Zweibein notwendig. Dies ist allerdings in der Praxis eher unüblich, da die drei Baugruppen Gehäuse, Lauf und Verschluss miteinander eingeschossen werden, ein nachträglicher Wechsel dieser einzelnen Baugruppen macht ein erneutes Einschießen der Waffe notwendig, da sich sonst das Trefferbild deutlich verschlechtern kann.
Steyr Mannlicher entwickelte weitere Versionen basierend auf dem ursprünglichen Konzept: die üblicherweise ebenfalls vollautomatischen Steyr AUG A2 und Steyr AUG A3, die aber optional mit einer 3-Schuss-Automatik erhältlich sind, und eine Version Steyr AUG 9 mm mit dem Kaliber 9 × 19 mm, wahlweise mit Halb- oder Vollautomatik. Letzteres wird, neben der Standardversion mit kurzem Lauf, auch von der österreichischen Polizei unter der Bezeichnung MP88 (Maschinenpistole 88) verwendet. Daneben sind mit dem Steyr AUG Z und dem Steyr AUG Z A3 auch zwei halbautomatische zivile Produktlinien entwickelt worden.
Das Steyr AUG ist ein Gasdrucklader mit starrer Verriegelung und Drehkopfverschluss. Der von der Mitte des Laufes abgezweigte Gasdruck wirkt kontrolliert über den Gaskolben auf den Verschluss. Dazu lässt sich der Gasdruck von Hand in drei Stufen regeln:
- O – großer Gasdruck (für Knallmunition (K-Munition) bzw. scharfe Munition bei verschmutzter oder vereister Waffe),
- o – normaler Gasdruck (für scharfe Munition unter normalen Bedingungen),
- GR – kein Gasdruck (zum Verschießen von Gewehrgranaten).

Das Steyr AUG 9 mm bildet hierbei eine Ausnahme. Es funktioniert nach dem Prinzip des aufschießenden Masseverschlusses und verfügt daher nicht über eine Gasdruckeinrichtung.
Die Modellvarianten Steyr AUG HBAR und HBAR-T können außerdem zu einer zuschießenden Waffe umgerüstet werden.

## Modellvarianten
- Steyr AUG (StG 77): 1977 als Standardwaffe beim Österreichischen Bundesheer eingeführt (ist inzwischen vollständig durch das A1 ersetzt worden).
- Steyr AUG M203: AUG A1 mit M203 Granatwerfer
- Steyr AUG AG-C: AUG A1 mit AG-C Granatwerfer (nur geringe Stückzahl zu Erprobungszwecken vorhanden).
- Steyr AUG HBAR (Heavy-Barreled Automatic Rifle): Ähnlich wie das AUG, aber mit verstärktem Lauf und Zweibein. Optional auch als zuschießende Waffe.
- Steyr AUG HBAR–T (Heavy-Barreled Automatic Rifle-Telescope): Ähnlich wie das AUG HBAR, aber verfügt über ein spezielles Gehäuse mit einem STANAG-Zielfernrohr-Montagesystem, das normalerweise mit einem Schmidt & Bender 4×25, oder einem Kahles ZF69 6×42-Visier ausgestattet ist.
- Steyr AUG 9 mm (AUG SMG): AUG im Kaliber 9 × 19 mm mit verkürztem Lauf. Die Waffe wurde 1988 bei der österreichischen Polizei als MP88 eingeführt.
- Steyr AUG A1: 1982 konzipiert. Der Unterschied zum AUG (StG 77) ist ein um 0,4 mm längerer Verschlussstückkörper, ein geänderter Auszieher, eine Fallsicherung in der Schlageinrichtung sowie ein gefederter Schlagbolzen, welche das Auslösen eines Schusses beim Fall auf die Mündung verhindern. Das Zielfernrohr ist nun in sich abgedichtet und mit einem Metallabsehen mit angedeutetem Fadenkreuz und Kreisabsehen ausgerüstet. Auch andere Bauteile wurden modifiziert.
- Steyr AUG A2: Unterscheidet sich vor allem durch die Gehäusegruppe von den beiden Vorgängern. Das A2-Gehäuse beinhaltet ein abnehmbares Standard-Zielfernrohr und ermöglicht dadurch ein rasches Anbringen einer Picatinny-Schiene (MIL-STD-1913).
- Steyr AUG A3: Verfügt über mehrere Picatinny-Schienen zur Anbringung von Zubehör. Änderungen am Kolben ermöglichen auch die Verwendung von Magazinen nach NATO-Standard STANAG 4179.
- Steyr AUG A3 SF: Variante des AUG A3 mit modifiziertem Verschluss und Schlagbolzen aus höherwertigen Materialien und zusätzlichen Picatinny-Schienen. Wurde Ende 2007, anstelle des AUG A3, beim Jagdkommando eingeführt. (Früher: Steyr AUG A2 Commando)
- Steyr AUG A3 9 mm XS: AUG A3 im Kaliber 9 × 19 mm.
- Steyr AUG A3 SA USA: Halbautomatische Version der A3 mit Picatinny-Schiene für den US-Markt. 2009 zum ersten Mal der Öffentlichkeit präsentiert.
- Steyr AUG P (Police): Eine nur halbautomatische Variante des AUG A1, besitzt jedoch einen kürzeren Lauf und Laserpointer. Wurde u. a. vom Gendarmerieeinsatzkommando verwendet.
- Steyr AUG P Special Receiver: Ähnlich der AUG P, nur mit einem integrierten Zielfernrohr.
- Steyr AUG Z und Steyr AUG Z A3: Halbautomatische Zivilversionen, teilweise mit Picatinny-Schiene statt des optischen Visiers; dürfen u. a. in Österreich zivil verkauft werden, da sie nicht als (verbotenes) Kriegsmaterial nach dem österreichischen Waffenrecht gelten.
- Steyr USR (Universal Sporting Rifle): Vorgänger der AUG Z (von diesem durch einen zusätzlichen Griffbügel zwischen Abzugseinrichtung und Magazin zu unterscheiden).
- Steyr OA-UG: Variante des USR mit Weaver-Schiene für Visiereinrichtungen.

| Variante       | Gesamtlänge mm | Lauflänge mm | Höhe mm | Gewicht kg | Visierung                                    | Kaliber           | Magazin (Schuss)          | Feuermodi              | Ladeprinzip     |
| -------------- | -------------- | ------------ | ------- | ---------- | -------------------------------------------- | ----------------- | ------------------------- | ---------------------- | --------------- |
| AUG A1/A2      | 690            | 407          | 275     | 3,3        | 1,5-fach-ZF, OV (A1), Picatinny-Schiene (A2) | 5,56 × 45 mm NATO | Kurvenmagazin (30, 42)    | Halb-, Vollautomatisch | Gasdrucklader   |
| AUG A1/A2      | 800            | 508          | 275     | 3,6        | 1,5-fach-ZF, OV (A1), Picatinny-Schiene (A2) | 5,56 × 45 mm NATO | Kurvenmagazin (30, 42)    | Halb-, Vollautomatisch | Gasdrucklader   |
| AUG A3         |                | 365          | 245     |            | Picatinny-Schiene                            | 5,56 × 45 mm NATO | Kurvenmagazin (30, 42)    | Halb-, Vollautomatisch | Gasdrucklader   |
| AUG A3         | 407            |              | 245     |            | Picatinny-Schiene                            | 5,56 × 45 mm NATO | Kurvenmagazin (30, 42)    | Halb-, Vollautomatisch | Gasdrucklader   |
| AUG A3         | 745            | 455          | 245     | 3,913      | Picatinny-Schiene                            | 5,56 × 45 mm NATO | Kurvenmagazin (30, 42)    | Halb-, Vollautomatisch | Gasdrucklader   |
| AUG A3         | 508            |              | 245     |            | Picatinny-Schiene                            | 5,56 × 45 mm NATO | Kurvenmagazin (30, 42)    | Halb-, Vollautomatisch | Gasdrucklader   |
| AUG A3 SF      | 715            | 365          | 232     | 3,983      | 1,5-fach ZF, Picatinny-Schiene               | 5,56 × 45 mm NATO | Kurvenmagazin (30, 42)    | Halb-, Vollautomatisch | Gasdrucklader   |
| AUG A3 SF      | 715            | 407          | 232     | 3,983      | 1,5-fach ZF, Picatinny-Schiene               | 5,56 × 45 mm NATO | Kurvenmagazin (30, 42)    | Halb-, Vollautomatisch | Gasdrucklader   |
| AUG A3 SF      | 715            | 508          | 232     | 3,983      | 1,5-fach ZF, Picatinny-Schiene               | 5,56 × 45 mm NATO | Kurvenmagazin (30, 42)    | Halb-, Vollautomatisch | Gasdrucklader   |
| AUG 9 mm A1/A2 | 665            | 420          | 275     | 3,3        | 1,5-fach-ZF, OV (A1), Picatinny-Schiene (A2) | 9 × 19 mm         | Stangenmagazin (25)       | Halb-, Vollautomatisch | Masseverschluss |
| AUG 9 mm A1/A2 | 508            |              | 275     |            | 1,5-fach-ZF, OV (A1), Picatinny-Schiene (A2) | 9 × 19 mm         | Stangenmagazin (25)       | Halb-, Vollautomatisch | Masseverschluss |
| AUG A3 9 mm XS | 610            | 325          | 210     | 3,17       | Picatinny-Schiene                            | 9 × 19 mm         | Stangenmagazin (25)       | Halb-, Vollautomatisch | Masseverschluss |
| AUG Z          | 790            | 508          | 275     | 3,6        | 1,5-fach ZF                                  | 5,56 × 45 mm NATO | Kurvenmagazin (9, 30, 42) | Halbautomatisch        | Gasdrucklader   |
| AUG Z A3       | 830            | 550          | 275     | 3,8        | Picatinny-Schiene                            | 5,56 × 45 mm NATO | Kurvenmagazin (9, 30, 42) | Halbautomatisch        | Gasdrucklader   |
| AUG Z A3 9 mm  | 702            | 420          | 275     | 3,3        | Picatinny-Schiene                            | 9 × 19 mm         | Stangenmagazin (25)       | Halbautomatisch        | Masseverschluss |
| 1. 2.          |                |              |         |            |                                              |                   |                           |                        |                 |

Steyr AUG A1 mit 508-mm-Lauf.
Steyr AUG A2 mit 407-mm-Lauf.
Steyr AUG A3 mit Griff, 1,5-fach-Zielfernrohr und Tactical Light.
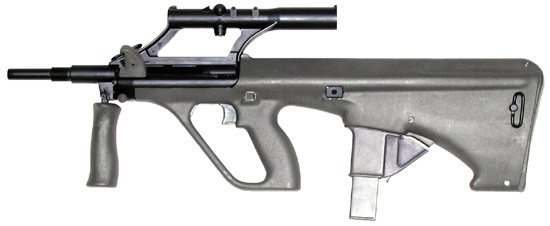
Steyr AUG 9 mm mit 420-mm-Lauf.

## Verwendung

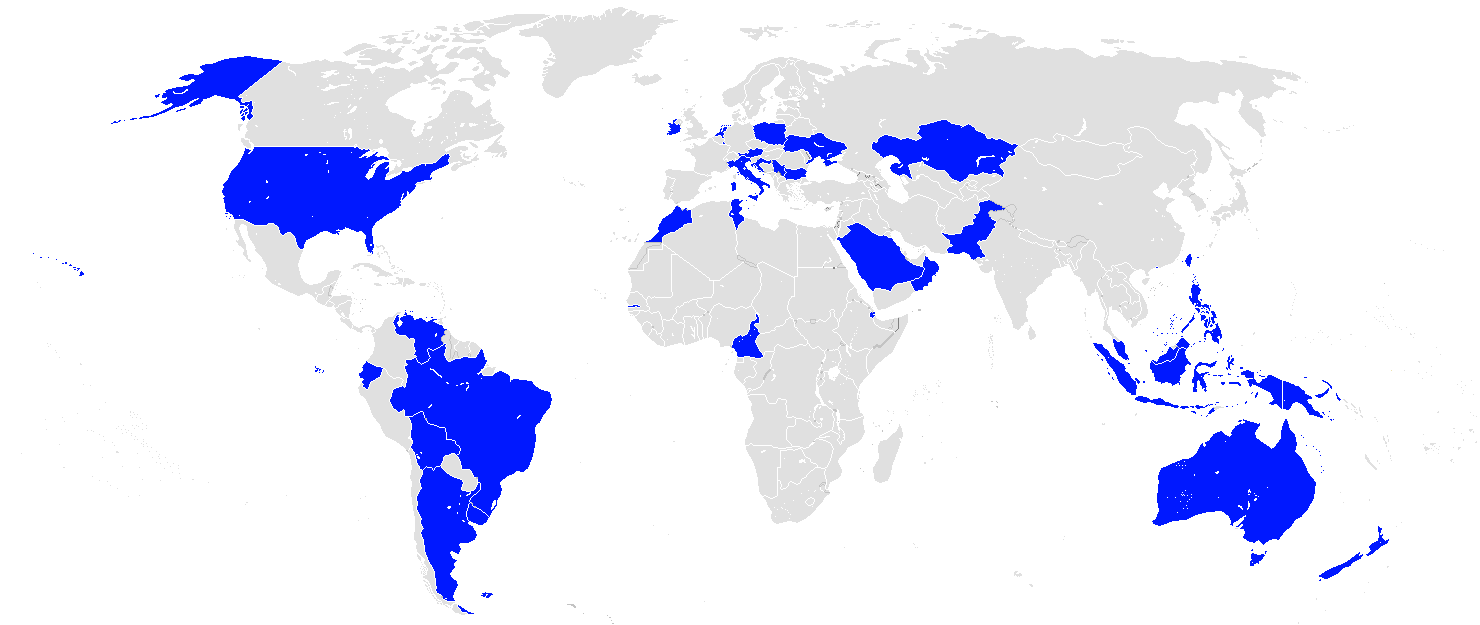
Weltweite Verbreitung des Steyr AUG

- Australien – von der Australischen Armee unter dem Namen F88 Austeyr und EF88 als Ordonnanzwaffe geführt und in Lizenz produziert[5]
- Bolivien – Die bolivianischen Streitkräfte verwenden das Steyr AUG[6]
- Deutschland – Bayerisches Spezialeinsatzkommando[7]
- Ecuador – Die ecuadorianischen Streitkräfte verwenden das Steyr AUG.[8]
- Irland – in der Irischen Armee Ordonnanzwaffe[9]
- Kamerun[10]
- Luxemburg – Ordonnanzwaffe in den luxemburgischen Streitkräften[11], ebenfalls verwendet von der Spezialeinheit Unité Spéciale de la Police der Police grand-ducale
- Malaysia – seit 1989 Ordonnanzwaffe der malaysischen Streitkräfte; Lizenzfertigung in Malaysia ab 1991 bei der SME Ordnance Sdn Bhd produziert wurde;[12] soll zukünftig durch das M4A1 ersetzt werden.[13]
- Neuseeland – Die Neuseeländischen Streitkräfte nutzen etwa 13.000 Stück des Steyr AUG[5][14]
- Österreich – Seit 1977 Ordonnanzwaffe des Bundesheeres unter der Bezeichnung StG 77. Ebenfalls wird es von der Bundespolizei sowie vom Einsatzkommando Cobra verwendet. Anfang August 2018 wurde bekannt, dass vom Bundesministerium für Inneres bis Ende 2019 insgesamt 6990 Stück AUG A3 angeschafft werden sollen, 852 davon für Wien. Mit einem Teil der Beschaffung soll österreichweit in den Streifenkraftwagen der Polizeiinspektionen das AUG 9 mm gegen das AUG A3 getauscht werden.[15][16]
- Tunesien[17]
- Uruguay – „Steyr AUG 5.56 mm“[18]
- USA – Ministerium für Innere Sicherheit der Vereinigten Staaten[19]